# Stomacarus ligamentifer
Stomacarus ligamentifer är en kvalsterart som först beskrevs av Hammer 1967.  Stomacarus ligamentifer ingår i släktet Stomacarus och familjen Acaronychidae. Inga underarter finns listade i Catalogue of Life.